# Кубок Югославії з футболу 1937—1938
Зимовий кубок Югославії з футболу 1937—1938 (хорв. Zimski Jugo-kup u nogometu 1937./38.) — перший розіграш Зимового кубка. Один з передвісників футбольного Кубка Югославії. Участь у турнірі брали 9 команд. Переможцем змагань став клуб «Граджянскі» (Загреб).

## Результати

### I коло
| Дата                      | Команда 1           | Команда 2           | Результат |
| ------------------------- | ------------------- | ------------------- | --------- |
| 02.01.1938. / 08.01.1938. | Єдинство (Белград)  | Югославія (Белград) | 1:2, 0:5  |
| 02.01.1938. / 07.01.1938. | БСК (Белград)       | БАСК (Белград)      | 3:3, 4:1  |
| 02.01.1938. / 06.01.1938. | Граджянскі (Загреб) | Конкордія (Загреб)  | 4:1, 2:0  |

### II коло
| Дата                      | Команда 1     | Команда 2           | Результат |
| ------------------------- | ------------- | ------------------- | --------- |
| 16.01.1938. / 23.01.1938. | БСК (Белград) | Югославія (Белград) | 4:1, 1:1  |
| 16.01.1938. / 23.01.1938. | СК Любляна    | Граджянскі (Загреб) | 3:8, 1:6  |

### Півфінали
| Дата                      | Команда 1      | Команда 2           | Результат |
| ------------------------- | -------------- | ------------------- | --------- |
| 30.01.1938. / 06.02.1938. | БСК (Белград)  | Славія (Сараєво)    | 11:0, 1:0 |
| 30.01.1938. / 06.02.1938. | Хайдук (Спліт) | Граджянскі (Загреб) | 0:1, 0:2  |

### Фінал
| Дата                      | Команда 1           | Команда 2     | Результат |
| ------------------------- | ------------------- | ------------- | --------- |
| 13.02.1938. / 20.02.1938. | Граджянскі (Загреб) | БСК (Белград) | 4:1, 2:2  |